# Elsa Janssen
Pour les articles homonymes, voir Janssen.
Elsa Janssen (parfois créditée Else Janssen) est une actrice allemande, née le 5 octobre 1883 à Düsseldorf (province de Rhénanie, Empire allemand et morte le 5 février 1969 à Los Angeles (Californie).

## Biographie
Installée aux États-Unis, Elsa Janssen contribue comme second rôle de caractère (parfois non créditée) à vingt-cinq films américains, le premier sorti 1931. Le dernier est Passion immortelle de Clarence Brown, sorti en 1947, avec Katharine Hepburn et Paul Henreid interprétant le couple Clara et Robert Schumann.
Entretemps, elle est notamment la mère de Lou Gehrig (personnifié par Gary Cooper) dans Vainqueur du destin de Sam Wood (1942). Mentionnons également La Sœur de son valet de Frank Borzage (1943, avec Deanna Durbin et Franchot Tone) et Dillinger, l'ennemi public n° 1 de Max Nosseck (1945, avec Lawrence Tierney dans le rôle-titre).

## Filmographie complète
- 1931 : Le Grand Amour (The Great Lover) d'Harry Beaumont
- 1932 : Blonde Vénus (Blonde Venus) de Josef von Sternberg
- 1934 : Journal of a Crime de William Keighley
- 1934 : Le Foyer qui s'éteint (Wednesday's Child) de John S. Robertson
- 1935 : A Dog of Flanders d'Edward Sloman
- 1936 : La Fille de Dracula (Dracula's Daughter) de Lambert Hillyer
- 1936 : L'Enchanteresse (The Gorgeous Hussy) de Clarence Brown
- 1937 : It Could Happen to You ! de Phil Rosen
- 1937 : Le Prince X (Thin Ice) de Sidney Lanfield
- 1937 : Fit for a King d'Edward Sedgwick
- 1937 : Heidi la sauvageonne (Heidi) d'Allan Dwan
- 1937 : Prescription for Romance de S. Sylvan Simon
- 1940 : The Fatal Hour de William Nigh
- 1942 : Vainqueur du destin (The Pride of the Yankees) de Sam Wood
- 1942 : Le commando frappe à l'aube (Commandos Strike at Dawn) de John Farrow
- 1943 : Les Enfants d'Hitler (Hitler's Children) d'Edward Dmytryk
- 1943 : They Came to Blow America d'Edward Ludwig
- 1943 : La Sœur de son valet (His Butler's Sister) de Frank Borzage
- 1943 : Claudia d'Edmund Goulding
- 1943 : Les Anges de miséricorde (So Proudly We Hail !) de Mark Sandrich
- 1944 : Trois c'est une famille (Three Is a Family) d'Edward Ludwig
- 1945 : Dillinger, l'ennemi public n° 1 (Dillinger) de Max Nosseck
- 1945 : Les Dolly Sisters (The Dolly Sisters) d'Irving Cummings
- 1946 : Claudia et David de Walter Lang
- 1947 : Passion immortelle (Song of Love) de Clarence Brown